# Open de Zhengzhou de snooker 2013
L'Open de Zhengzhou 2013 est un tournoi de snooker classé mineur, qui s'est déroulé du 20 au 24 octobre 2013 au Guanghua Grand Hotel de Zhengzhou en Chine. 

## Déroulement
Il s'agit de la huitième épreuve du championnat européen des joueurs, une série de tournois disputés en Europe (8 épreuves) et en Asie (4 épreuves), lors desquels les joueurs doivent accumuler des points afin de se qualifier pour la grande finale à Preston.
L'événement compte un total de 109 participants dans le tableau final (19 joueurs ont obtenu un bye au premier tour). Le vainqueur remporte une prime de 10 000 £.
Le tournoi est remporté par Liang Wenbo qui défait son compatriote Lyu Haotian en finale 4 manches à 0. Il a admis être très inspiré par les performances récentes de Ding Junhui, son ami et partenaire en Coupe du monde. Mark Selby était engagé dans le tournoi, mais il a perdu son premier match face à un joueur amateur chinois.

## Dotation
La répartition des prix est la suivante :
- Vainqueur : 10 000 £
- Finaliste : 5 000 £
- Demi-finaliste : 2 500 £
- Quart de finaliste : 1 500 £
- 8èmes de finale : 1 000 £
- 16èmes de finale : 600 £
- Deuxième tour : 200 £
- Dotation totale : 50 000 £

## Phases finales
|  | Quarts de finale au meilleur des 7 manches | Quarts de finale au meilleur des 7 manches | Quarts de finale au meilleur des 7 manches |             |                | Demi-finales au meilleur des 7 manches | Demi-finales au meilleur des 7 manches | Demi-finales au meilleur des 7 manches |  |  | Finale au meilleur des 7 manches | Finale au meilleur des 7 manches | Finale au meilleur des 7 manches |
|  |                                            |                                            |                                            |             |                |                                        |                                        |                                        |  |  |                                  |                                  |                                  |
|  |                                            | Gary Wilson                                | 1                                          |             |                |                                        |                                        |                                        |  |  |                                  |                                  |                                  |
|  |                                            | Anthony McGill                             | 4                                          |             |                |                                        |                                        |                                        |  |  |                                  |                                  |                                  |
|  |                                            | Anthony McGill                             | 4                                          |             | Anthony McGill | 3                                      |                                        |                                        |  |  |                                  |                                  |                                  |
|  |                                            |                                            |                                            |             | Anthony McGill | 3                                      |                                        |                                        |  |  |                                  |                                  |                                  |
|  |                                            |                                            | Liang Wenbo                                | 4           |                |                                        |                                        |                                        |  |  |                                  |                                  |                                  |
|  |                                            | Liu Chuang                                 | Liang Wenbo                                | 4           | 2              |                                        |                                        |                                        |  |  |                                  |                                  |                                  |
|  |                                            | Liu Chuang                                 |                                            |             | 2              |                                        |                                        |                                        |  |  |                                  |                                  |                                  |
|  |                                            | Liang Wenbo                                | 4                                          |             |                |                                        |                                        |                                        |  |  |                                  |                                  |                                  |
|  |                                            |                                            |                                            |             |                |                                        |                                        |                                        |  |  |                                  | Liang Wenbo                      | 4                                |
|  |                                            |                                            |                                            | Lyu Haotian | 0              |                                        |                                        |                                        |  |  |                                  |                                  |                                  |
|  |                                            | Xiao Guodong                               | 4                                          |             |                |                                        |                                        |                                        |  |  |                                  |                                  |                                  |
|  |                                            | Chen Zifan                                 | 0                                          |             |                |                                        |                                        |                                        |  |  |                                  |                                  |                                  |
|  |                                            | Chen Zifan                                 | 0                                          |             | Xiao Guodong   | 3                                      |                                        |                                        |  |  |                                  |                                  |                                  |
|  |                                            |                                            |                                            |             | Xiao Guodong   | 3                                      |                                        |                                        |  |  |                                  |                                  |                                  |
|  |                                            |                                            | Lyu Haotian                                | 4           |                |                                        |                                        |                                        |  |  |                                  |                                  |                                  |
|  |                                            | Zhou Yuelong                               | Lyu Haotian                                | 4           | 1              |                                        |                                        |                                        |  |  |                                  |                                  |                                  |
|  |                                            | Zhou Yuelong                               |                                            |             | 1              |                                        |                                        |                                        |  |  |                                  |                                  |                                  |
|  |                                            | Lyu Haotian                                | 4                                          |             |                |                                        |                                        |                                        |  |  |                                  |                                  |                                  |

## Finale
| Finale au meilleur des 7 manches Arbitre : Xie Yixin |                          |                   |
| Liang Wenbo Chine                                    | 4 - 0 ( - )              | Lyu Haotian Chine |
| 0 90                                                 | Centuries Meilleur break | 0 43              |
| Liang Wenbo remporte l'Open de Zhengzhou 2013        |                          |                   |